# Bistrianski
Bistrianski (en rus: Быстрянский) és un poble (un khútor) de l'óblast de Rostov, a Rússia, segons el cens del 2010 tenia 945 habitants, és la seu administrativa del districte homònim.